# Макшейн, Джон
Джон Макшейн (21 декабря 1898, Филадельфия, Пенсильвания — 9 сентября 1989, Килларни) — американский строительный подрядчик, известный как «Человек, который построил Вашингтон».
Джон Макшейн родился в Филадельфии, штат Пенсильвания, в семье ирландских иммигрантов. В 1918 году он закончил подготовительную школу Святого Иосифа, после того как несколько лет учился в колледже La Salle College. Позже он окончил Университет La Salle, получив степень бакалавра.

## Карьера
Его отец основал успешную строительную компанию, которую он был вынужден взять на себя в двадцать один год, когда его отец умер в 1919 году. Под его руководством компания стала одним из ведущих строителей в Соединенных Штатах. С 1930-х по 1960-е годы компания Макшейна работала над более чем сотней зданий в районе Вашингтона, округ Колумбия. В частности, компания построила или была генеральным подрядчиком ряда знаковых сооружений, включая Пентагон, Мемориал Джефферсону, Центр исполнительских искусств Джона Ф. Кеннеди, приложение к Библиотеке Конгресса, Вашингтонский национальный аэропорт и реконструкция в Белом доме 1949-1952 годов, Из многих своих строительных проектов Макшейн также построил Библиотеку им. Франклина Рузвельта в Гайд-парке, Нью-Йорк.
Его карьера строительного подрядчика принесла Макшейну значительные[какие?] доходы. Он начал благотворительную деятельность. Макшейн приобрел отель Barclay на Филадельфийской площади Риттенхаус и стал совладельцем «Небоскреба у моря», отеля Claridge на 400 номеров в Атлантик-Сити, штат Нью-Джерси.

## Филантропия
Макшейн был католиком. Он был значительным благотворителем иезуитского университета в Уилинге. В 2000 году новопостроенный центр приёмов был посвящён пямяти его и его жены. Он был членом совета директоров Католического университета Америки и Университета Джорджтауна.
Он также помогал своему месту образования, университету La Salle. В честь него назван зал и студенческая награда.

## Личная жизнь
В 1927 году Макшейн женился на Мэри Хорстманн (1907—1998). В 1956 году они приобрели дом и 100 квадратных километров в Килларни. В 1978 году они продали его правительству, чтобы быть включенным в Национальный парк Килларни. Они похоронены вместе в Филадельфии.